# Erika Vásquez
Erika Paola Vásquez Valencia (Rio Verde, Esmeraldas, Ecuador, 4 de agosto de 1992) es una futbolista ecuatoriana que juega como centrocampista y su actual equipo es el Club Guayaquil City de la Superliga femenina de Ecuador.

## Biografía
Erika Vásquez comenzó en el futbol a los 12 años de edad, aunque en ese entonces simplemente lo hacía por diversión sus cualidades innatas la llevaron a representar al Guayas en un torneo Sub-16, en el año 2008 tuvo la oportunidad de defender la camiseta tricolor, y desde ese entonces ha representado al país en múltiples torneos, tanto nacionales como internacionales.
En el año 2013, se inició en el fútbol profesional jugando como delantera en el Rocafuerte F.C, club en el cual fue bicampeona del futbol femenino; hoy en día es parte del Club 7 de Febrero.

## Trayectoria

### Rocafuerte FC
Se inició jugando para el Rocafuerte FC; club en el cual fue bicampeona de la Serie A de Ecuador en los años 2013 y 2014.

### Unión Española
Para el año 2015 fichó por el club Unión Española, y allí se coronó tricampeona de la Serie A Femenina.

### Deportivo Cuenca
En el 2019 reforzó al Deportivo Cuenca Femenino, en aquel club se coronó campeona de la naciente Súperliga Femenina de Ecuador.

### Club 7 de Febrero
En el 2020 fichó por el Club 7 de Febrero, y disputó la Súperliga Ecuatoriana de Fútbol Femenino 2020.

### Guayaquil City
En el 2021 se enroló en el Club Guayaquil City, para disputar la Súperliga Femenina de Ecuador 2021.

## Selección nacional
Ha sido internacional con la Selección femenina de fútbol de Ecuador que participó en la Copa del Mundo 2015 jugada en Canadá.

### Participaciones en Copas del Mundo
| Mundial                                 | Sede   | Resultado    | Partidos | Goles |
| --------------------------------------- | ------ | ------------ | -------- | ----- |
| Copa Mundial Femenina de Fútbol de 2015 | Canadá | Primera Fase | 2        | 0     |

### Participaciones en Copa América
| Copa América               | Sede    | Resultado    | Partidos | Goles |
| -------------------------- | ------- | ------------ | -------- | ----- |
| Copa América Femenina 2010 | Ecuador | Primera fase |          | 0     |
| Copa América Femenina 2014 | Ecuador | Tercer lugar | 5        | 1     |
| Copa América Femenina 2018 | Chile   | Primera fase | 4        | 1     |

## Clubes
| Club              | País    | Año           | Part. | Goles |
| ----------------- | ------- | ------------- | ----- | ----- |
| Rocafuerte F.C    | Ecuador | 2013 - 2015   |       | ...17 |
| Unión Española    | Ecuador | 2015 - 2018   |       | 45    |
| Deportivo Cuenca  | Ecuador | 2019          |       | 1     |
| Club 7 de Febrero | Ecuador | 2020          | 3     | 0     |
| Guayaquil City    | Ecuador | 2021 - Actual | 2     | 0     |
| Total             | Total   | Total         |       | 63    |

## Palmarés
| Título                                            | Club                   | País    | Año        |
| ------------------------------------------------- | ---------------------- | ------- | ---------- |
| Campeonato Ecuatoriano de Fútbol Femenino 2013    | Rocafuerte Fútbol Club | Ecuador | 2013       |
| Campeonato Ecuatoriano de Fútbol Femenino 2014    | Rocafuerte Fútbol Club | Ecuador | 2014       |
| Campeonato Ecuatoriano de Fútbol Femenino 2015    | Unión Española         | Ecuador | 2015       |
| Campeonato Ecuatoriano de Fútbol Femenino 2016    | Unión Española         | Ecuador | 2016       |
| Campeonato Ecuatoriano de Fútbol Femenino 2017-18 | Unión Española         | Ecuador | 2017- 2018 |
| Súperliga Ecuatoriana de Fútbol Femenino 2019     | Club Deportivo Cuenca  | Ecuador | 2019       |

### Distinciones individuales
| Distinción                                | Distinción | Club           | Año  |
| ----------------------------------------- | ---------- | -------------- | ---- |
| Goleadora del Serie A Femenina de Ecuador |            | Unión Española | 2015 |
| Goleadora del Serie A Femenina de Ecuador |            | Unión Española | 2016 |